# Вудкок, Джордж
Джордж Вудкок (англ. George Woodcock; 8 мая 1912[…], Виннипег — 28 января 1995[…], Ванкувер, Британская Колумбия) — канадский писатель, поэт, биограф и историк анархизма, эссеист и литературный критик, основатель журнала «Канадская литература» (1959), первого академического издания, целиком и полностью посвящённого канадским писателям. Наиболее известен как автор работы «Анархизм: история либертарной идеи и либертарного движения» (1962), первого после Второй мировой войны фундаментального труда по истории анархизма.

## Жизнь и работа
Джордж Вудкок родился в городе Виннипег, провинция Манитоба, однако ещё в детстве переехал с родителями в Англию, посещая гимназию сэра Уильяма Борласа в Марлоу и Морли-колледж. Хотя его семья была довольно бедной, Вудкок имел возможность поступить в Оксфордский университет с частичной стипендией; однако он отбросил эту возможность, потому что ему бы пришлось в таком случае стать духовным лицом. Вместо этого он устроился работать клерком на Большой Западной железной дороге, и именно там он впервые заинтересовался идеями анархизма, как выяснилось — на всю жизнь. В дальнейшем он написал множество книг об анархизме, в частности историческую работу «Anarchism», сборник «The Anarchist Reader» (1977) и биографии таких известных анархистов как Пьер-Жозеф Прудон, Уильям Годвин, Оскар Уайльд и Пётр Кропоткин.
Именно в эти годы он познакомился с несколькими известными литературными деятелями, включая Томаса С. Элиота и Олдоса Хаксли. Он был знаком и с Джорджем Оруэллом, однако впоследствии они вступили в публичный конфликт на страницах издания «Partisan Review». Оруэлл утверждал, что в контексте войны против фашизма пацифистская позиция является «объективно профашистской». Вудкок же, как последовательный пацифист и противник войны, не мог согласиться с этим. Но несмотря на этот спор, эти двое вскоре встретились и стали лучшими друзьями. Впоследствии Вудкок напишет исследование творчества Оруэлла «Кристальный дух» (1966), получившую в том же году премию от генерал-губернатора.
Вторую мировую войну Вудкок провёл на ферме, как пацифист и узник совести. В лагере для отказников «Кэмп Энджел», штат Орегон, он был зачинателем свободного издания «Untide Press», которое стремилось донести до читателя поэзию в недорогом и удобном формате. Во время войны Вудкок возвращается в Канаду, поселившись в Ванкувере, провинция Британская Колумбия. В 1955 г. он занял пост в английском отделении Университета Британской Колумбии, где и оставался до 1970-х. Примерно в это же время он всерьёз занялся литературным творчеством, написав множество книг о своих путешествиях, сборники стихов, и те исторические труды по истории анархизма, которыми он наиболее прославился впоследствии.
К концу своей жизни Вудкок серьёзно увлекся тибетской культурой. Он путешествовал в Индию, изучал буддизм, подружился с далай-ламой и открыл Общество помощи тибетским беженцам Архивная копия от 8 февраля 2022 на Wayback Machine. Он и его жена Инга также создали Канадское общество взаимопомощи индийцам Архивная копия от 24 февраля 2020 на Wayback Machine, которое спонсировало проекты взаимопомощи в сельских регионах Индии. Обе эти организации отражали идеалы Вудкока — общество добровольной кооперации между свободными людьми вне культурных и национальных границ.
Джордж и Инга также открыли программу поддержки канадских писателей — Фонд Вудкока  (недоступная ссылка с 11-05-2013 [4451 день]). Открытый в 1989 г. фонд предоставляет финансовую помощь писателям, столкнувшимся с денежными затруднениями в процессе написания книги и нуждающимся в помощи для завершения работы. Фонд доступен для авторов художественной литературы, научно-популярной литературы, драматургов и поэтов. Вудкоки помогли создать фонд для этой программы в размере более двух миллионов долларов. В настоящее время Фонд Вудкока находится в ведении Союза писателей Канады и по состоянию на июль 2010 г. выделил 772 тысячи 147 долларов 164-м канадским писателям.

## Награды
Джордж Вудкок неоднократно получал общественные награды и титулы, в том числе звание члена Канадского Королевского общества (1968), медаль заслуженного биографа от UBC (1973 и 1976), а также Molson Prize в 1973. Однако он принимал награды только от своих коллег, принципиально отказываясь от государственных наград, включая высшую награду — Орден Канады. Единственным исключением стала Медаль Свободы города Ванкувер, принятая им в 1994 г.
Вудкоку посвящена биография «Джентльмен-анархист: жизнь Джорджа Вудкока» (Джордж Фэзерлинг, 1998).